# Eriogonum rixfordii
Eriogonum rixfordii là một loài thực vật có hoa trong họ Rau răm. Loài này được S.Stokes mô tả khoa học đầu tiên năm 1932.